# Шеляково (Псковская область)
Шеляково — деревня в Невельском районе Псковской области России. Входит в состав Артёмовской волости. 

## География
Деревня расположена на северо-западном побережье озера Езерище, в 20 километрах к югу от районного центра, города Невель, и в 0,9 км к северо-востоку от бывшего волостного центра, деревни Лобок. Западнее находится деревня Зуи.

## Население
| 2001 | 2002 | 2010 |
| ---- | ---- | ---- |
| 72   | ↘60  | ↘46  |

Численность населения деревни по оценке на начало 2001 года составляла 72 жителя.

## История
С января 1995 до апреля 2015 года деревня входила в состав ныне упразднённой Лобковской волости.